# Mexipedium xerophyticum
Mexipedium xerophyticum is een orchidee die als enige soort in het geslacht Mexipedium wordt geplaatst. Het is een uiterst zeldzame soort. Bij de ontdekking werden slechts zeven planten op één locatie in Oaxaca (Mexico) gevonden. In 2010 verscheen een publicatie waarin een tweede vindplaats werd gemeld. Het is een lithofyt, een plant die op rotsen groeit.

## Naamgeving en taxonomie
De soort is in 1990 onder de botanische naam Phragmipedium xerophyticum beschreven. In 1992 plaatsten Victor Albert en Mark Chase de soort op basis van DNA-analyse in het monotypische geslacht Mexipedium. In 1994 publiceerden Victor Albert en Börge Pettersson een nieuwe indeling, waarbij de soort in het geslacht Paphiopedilum werd ondergebracht. Mexipedium xerophyticum is de enige soort in zijn geslacht en vormt in zijn eentje de subtribus Mexipediinae en de tribus Mexipedieae.

## Kenmerken
Mexipedium xerophyticum heeft tot 6 cm lange, groene, elliptische pseudobulben. De bladeren zijn zilvergroen, stijf en smal. De bloeiwijze is vertakte met één of meerdere tot 5 cm grote, sneeuwwitte bloemen. De bovenste kelkbladen of petalen zijn sikkelvormig gebogen, de lip heeft de vorm van een pantoffel. De bloem heeft een opvallend roze, schildvormig staminodium.

## Habitat
Mexipedium xerophyticum is een lithofyt, een plant die wortelt op rotsen. Hij is gevonden op kliffen, beschut tegen de zon, op een hoogte van 320 m en dat zowel op kale rotsen als op het detritus in spleten.

## Voorkomen
Mexipedium xerophyticum is endemisch in Mexico.

## Bedreiging en bescherming
Enkele van de oorspronkelijke exemplaren zijn uitgegraven om plundering te voorkomen en om de plant verder met succes te vermenigvuldigen.
De plant wordt als Phragmipedium xerophyticum vermeld in Appendix I van de CITES.